# Алькубілья-де-лас-Пеньяс
Алькубілья-де-лас-Пеньяс (ісп. Alcubilla de las Peñas) — муніципалітет в Іспанії, входить у провінцію Сорія у складі автономного співтовариства Кастилія-і-Леон. Муніципалітет розташований у складі району (комарки) Тьєрра-де-Медінаселі. Площа 86,06 км². Населення 63 чоловіка (на 2007 рік). 

Алькубілья-де-лас-Пеньяс на мапі провінції Сорія

| Іспанія | Це незавершена стаття з географії Іспанії. Ви можете допомогти проєкту, виправивши або дописавши її. |